# Жілі (Во)
Жілі (фр. Gilly) — громада  в Швейцарії в кантоні Во, округ Ньйон.

## Географія
Громада розташована на відстані близько 105 км на південний захід від Берна, 28 км на захід від Лозанни.
Жілі має площу 7,8 км², з яких на 9,8% дозволяється будівництво (житлове та будівництво доріг), 55,2% використовуються в сільськогосподарських цілях, 34,8% зайнято лісами, 0,3% не є продуктивними (річки, льодовики або гори).

## Демографія
2019 року в громаді мешкало 1369 осіб (+46,3% порівняно з 2010 роком), іноземців було 30,5%. Густота населення становила 176 осіб/км².
За віковим діапазоном населення розподілялося таким чином: 23% — особи молодші 20 років, 63,8% — особи у віці 20—64 років, 13,2% — особи у віці 65 років та старші. Було 583 помешкань (у середньому 2,3 особи в помешканні).
Із загальної кількості 327 працюючих 86 було зайнятих в первинному секторі, 45 — в обробній промисловості, 196 — в галузі послуг.